# El diario de Julius Rodman
El diario de Julius Rodman, o relato del primer paso a través de las Montañas Rocosas de Norteamérica jamás perpetrado por el hombre civilizado (The Journal of Julius Rodman, Being an Account of the First Passage across the Rocky Mountains of North America Ever Achieved by Civilized Man) es una novela de aventuras por entregas, inacabada, del escritor estadounidense Edgar Allan Poe; fue publicada en 1840.  Esta obra apareció por primera vez en español en 1971, como parte integrante de la publicación en dos volúmenes de Obras selectas de Edgar Allan Poe por ediciones Nauta. Fue reeditada en 2005 bajo este título por Edaf.

## Trama
El diario de Julius Rodman es un relato novelado de una supuesta primera expedición a través del desierto del Lejano Oeste, cruzando las Montañas Rocosas. En él se narra dicha expedición dirigida en 1792 por el protagonista, Julius Rodman, por el río Misuri en dirección al Noroeste. Por el año en que se produjo, esta expedición habría hecho de Rodman el primer europeo en cruzar las Montañas Rocosas. El relato es una crónica detallada de sucesos de la naturaleza más sorprendente, y narra, según uno de sus editores, «las vicisitudes sin precedentes y aventuras experimentadas por un puñado de hombres en un país que, hasta entonces, nunca había sido explorado por el "hombre civilizado"».
Julius Rodman, en la novela, es un emigrante inglés que primero se instala en Nueva York, para trasladarse luego a Kentucky y Misisipi. Su expedición, con varios compañeros, que partió desde Mill's Point, río Misuri arriba, fue descrita punto por punto en su diario. El manuscrito del diario habría salido a la luz a cargo de su heredero, James E. Rodman.
Rodman fue acompañado en su expedición por varios hombres: Pierre, Alexander Wormley, Toby, un virginiano, Andrew Thornton, y los hermanos Greely, John, Robert, Meredith, Frank y Poindexter. La partida se describe como formada por "meros viajeros por placer", exentos de motivos comerciales o pecuniarios. Viajaban en una gran canoa con la quilla de treinta pies, que era a prueba de balas. Los viajeros describen los acantilados blancos del Missouri: «La cara de estos notables acantilados, como puede suponerse, está surcada por una variedad de líneas cuadriculadas formadas por el goteo de las lluvias sobre material suave, de modo que una fantasía fértil podría imaginar con facilidad que sean gigantescos monumentos erigidos por arte humano, y tallados con motivos jeroglíficos». En el capítulo final, se describe un feroz ataque de dos osos pardos al grupo expedicionario: «Hemos tenido apenas tiempo de cruzar entre los dos una palabra cuando dos enormes osos pardos (los primeros que nos cruzamos en el viaje) se precipitaron sobre nosotros con la boca abierta desde un macizo de flores». Su fiereza se detalla: «Estos animales son muy temidos por los indios, y con razón, porque son, de hecho, criaturas formidables que poseen un vigor prodigioso, una ferocidad indomable y una enorme tenacidad». Un miembro del grupo, Greely, es atacado y mutilado por uno de los osos. Rodman y otro miembro, el Profeta, lo ayudan. Disparan al oso, pero no pueden detener el ataque. Posteriormente, los dos son atacados también por la bestia. Acorralados en el acantilado, son salvados de la muerte por Greely, quien dispara al oso a quemarropa: «Nuestro libertador, que había luchado con muchos osos a lo largo de su vida, había puesto su pistola deliberadamente ante los ojos del monstruo y la munición estalló en su cerebro».

## Publicación

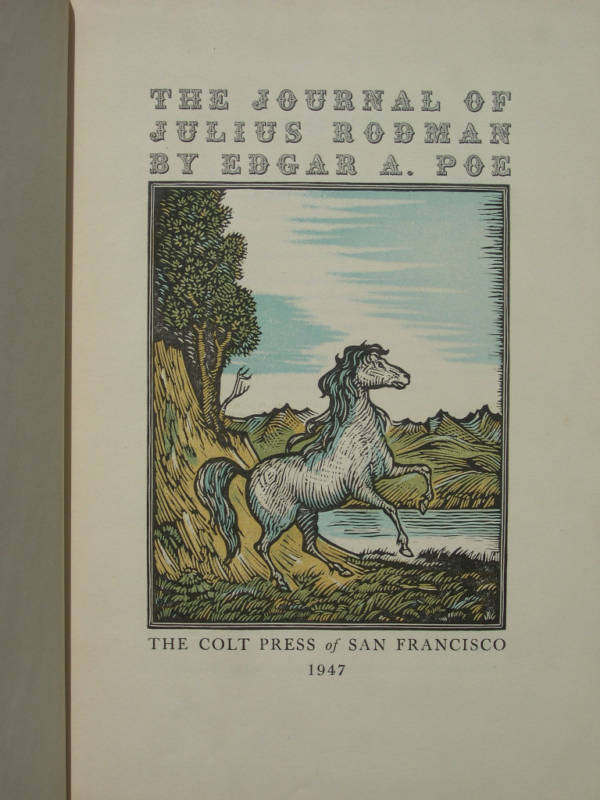
Cubierta de la edición de 1947 de The Colt Press, San Francisco.

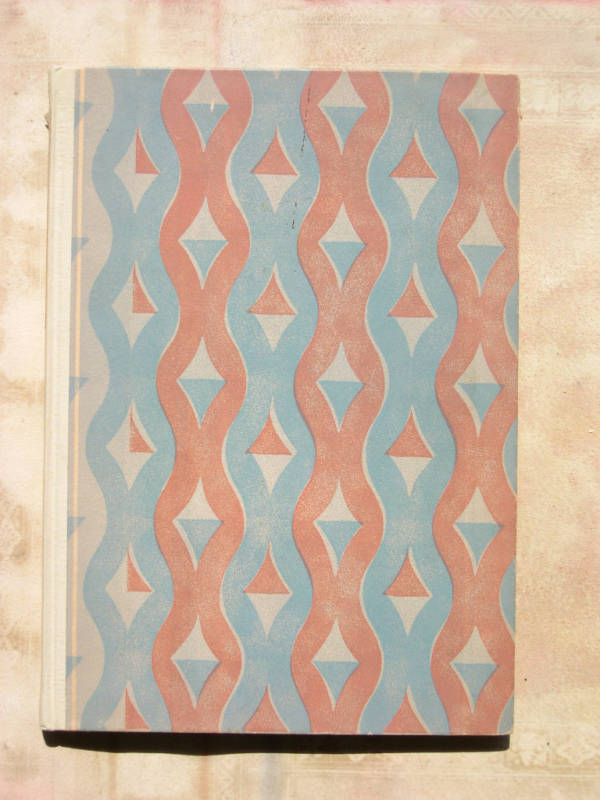
Grabado de Mallette Dean para dicha edición.

Seis entregas de la novela fueron publicados por la Burton's Gentleman's Magazine, de enero a junio de 1840. En esa época, Edgar Allan Poe era editor y colaborador de la revista. Fue despedido de su trabajo en junio de 1840 por William Burton, y se negó a proseguir con la novela.
La obra fue reimpresa cien años más tarde, en 1947, por The Colt Press, de San Francisco, encuadernada en tapa dura, con grabados en madera de Mallette Dean y una introducción de Jane Grabhorn. En 2008, Pushkin Press sacó una nueva edición ilustrada de la novela, con epílogo a cargo de Michael David.
En 2009, Chris Aruffo realizó una grabación de la novela como parte de una serie.

## Recepción
En 1840, fecha de su publicación, los miembros del Senado de los Estados Unidos creyeron que la historia contada era verídica. Robert Greenhow (1800-1854), natural de Richmond, Virginia, cuya familia pudo haber conocido a Poe, escribió sobre esta obra un texto recogido en el Documento del 26º Congreso del Senado de Estados Unidos, 1ª Sesión, Volumen IV (1839-1840), páginas 140-141, titulado "Memoir, Historical and Political, on the Northwest Coast of North America, and the Adjacent Territories; Illustrated by a Map and a Geographical View of Those Countries". En él se afirma: «Es digno de anotarse aquí el relato de una expedición a lo largo del continente americano, realizada entre 1791 y 1794, por un grupo de ciudadanos de los Estados Unidos, bajo la dirección de Julius Rodman, cuyo diario se ha descubierto recientemente en Virginia y ahora está en curso de publicación en una revista periódica de Filadelfia». Greenhow admitió que la expedición completa aún no había sido plenamente confirmada.
Este "engaño" no intencionado al Senado de Estados Unidos sugiere la capacidad de Poe para transmitir verosimilitud a sus ficciones. En 1844, las Memorias de Greenhow fueron ampliadas y reeditadas en forma de libro con el título de The History of Oregon and California and Other Territories on the North-West Coast of North America (La historia de Oregon y California y otros territorios en la costa noroeste de América del Norte). En la segunda edición, se eliminaron las referencias a Julius Rodman, lo que implica que Greenhow había comprendido su error.